# Roman Jackiw
Roman Jackiw, né le 8 novembre 1939 à Lubliniec (Gouvernement général de Pologne) et mort le 14 juin 2023,, est un physicien théoricien américain d'origine polonaise. Professeur au Massachusetts Institute of Technology (MIT) de 1969 jusqu'à sa retraite, il y obtient le statut de professeur émérite en 2013.
Roman Jackiw est surtout connu pour la découverte de l'anomalie chirale (en), connue également sous le nom d'anomalie Adler–Bell–Jackiw, ainsi que pour la gravité Jackiw–Teitelboim. Il a remporté plusieurs prix dont, notamment, le prix Dirac.

## Biographie
Né dans une famille d'origine ukrainienne, cette dernière déménage à plusieurs reprises avant de s'installer à New York, alors que Roman Jackiw a 10 ans.
Il fait des études au Swarthmore College et obtient son Ph.D. de l'université Cornell en 1966, sous la direction de Hans Bethe et Kenneth Wilson.
En 1969, Roman Jackiw et John Stewart Bell publient une explication, développée plus avant plus tard par Stephen L. Adler, de la désintégration du pion en deux photons. Interdite selon l'électrodynamique classique, Bell et Jackiw ont démontré qu'elle entraîne une brisure de symétrie.

### Famille
Roman Jackiw est le père du violoniste Stefan Jackiw (en).

## Prix et distinctions
- Prix Dannie-Heineman de physique mathématique, 1995
- Doctorat honoris causa remis par la Faculté des arts et des sciences de l'université de Montréal, pour souligner ses contributions exceptionnelles au développement de la physique théorique et son œuvre de pédagogue, 2010